# Maung Aye
Maung Aye (Sagaing, 25 dicembre 1937) è un generale e politico birmano, membro del Consiglio di Stato per la Pace e lo Sviluppo.

## Biografia
Si è diplomato nel 1954 all'Accademia militare di Pyin U Lwin (già Maymyo). Dal 1994 fa parte dell'SPDC, l'organismo che detiene il potere in Birmania. Nel 2004 ha fatto arrestare il rivale Khin Nyunt, all'epoca primo ministro. Da allora è considerato il numero due della giunta, dopo il generale Than Shwe.
Negli ultimi anni ha effettuato diversi viaggi a Singapore per curarsi e secondo l'opposizione birmana all'estero sarebbe malato di tumore alla prostata.
Durante la rivolta dei monaci del 2007, secondo il sito dissidente Mizzima, si sarebbe scontrato con altri membri della giunta perché contrario a sparare sulla folla, ma la voce non è mai stata confermata.